# Kenneth Erskine
Kenneth Erskine (Putney, 1962) is een Engelse seriemoordenaar die in 1986 bij zeven ouderen in Londen inbrak en ze vervolgens wurgde en tevens vaak seksueel misbruikte. Hij werd ook bekend als de Stockwell Strangler.

## Slachtoffers
- Nancy Emms (78) - 9 april 1986
- Janet Cockett (67) - 9 juni 1986
- Valentine Gleim (84) - 28 juni 1986
- Zbigniew Strabawa (94) - 28 juni 1986
- William Carmen (82) - 8 juli 1986
- William Downes (74) - 21 juli 1986
- Florence Tisdall (80) - 23 juli 1986

## Arrestatie
Bij de moord op Downes liet Erskine vingerafdrukken achter op de keukenmuur en het tuinhekje. Na drie maanden - toen nog handmatig - zoeken door Scotland Yard, bleken de afdrukken afkomstig van Erskine. Deze ontving een uitkering voor arbeidsongeschiktheid. Nadat hij met Tisdall zijn laatst bekende slachtoffer maakte, kwam hij deze vijf dagen later incasseren bij de sociale dienst van Southwark. Bij aankomst pakte de politie hem op.

## Straf
Erskine werd veroordeeld tot zevenmaal levenslang voor de zeven moorden en een poging tot moord op Fred Prentice, waarvan hij minimaal veertig jaar uit zou moeten zitten. Tijdens zijn opsluiting werd hij gediagnosticeerd met een psychische aandoening, waardoor hij anno 2008 vastgehouden wordt in het beveiligde Broadmoor Hospital in Crowthorne (Berkshire). Hij zat daar op dezelfde afdeling als de inmiddels overleden Peter Sutcliffe, de Yorkshire Ripper. Behalve met de misdaden waarvoor Erskine veroordeeld werd, wordt zijn naam ook in verband gebracht met vier andere zaken, waaronder een verdenking van de moord op de 75-jarige Trevor Thomas.